# Theodor Möbius
August Theodor Möbius (født 22. juni 1821 i Leipzig, død 25. april 1890 sammesteds) var en tysk filolog, søn af August Ferdinand Möbius.
Efter at have studeret klassisk filologi i Leipzig og Berlin og habiliteret sig førstnævnte sted blev han ekstraordinær professor 1859. Meget tidlig blev han stærkt interesseret for den oldnordiske litteratur og nordiske sprog; hans habilitationsafhandling (1852) handlede om »den ældste islandske Saga«. På grund af disse interesser opholdt han sig flere gange i København og Kristiania. Da professoratet i nordisk ved Kiels Universitet blev ledigt 1864, blev han 1865 kaldt til at beklæde det, hvorved han kom på sin rette hylde.
Möbius er mest kendt for sine udgaver af gamle tekster, hvoraf de vigtigste er Fornsögur (1860) sammen med Guðbrandur Vigfússon, Edda Sæmundar (1860), Íslendingabók (1869), Kormákssaga (1886), samt nogle olddigte som Íslendingadrápa (1874), Málsháttakvæði (1873) og frem for alt Snorres Háttatal, I—II (1879, 1881). Alle disse udgaver er udførte med en aldrig svigtende omhu og forsynede med instruktive indledninger og oplysninger. Til brug for sine landsmænd udgav han et islandsk-tysk glossar (Altnordisches Glossar, 1864) til en mængde sagaer.
Endelig og ikke mindst bør hans fortræffelige litterære hjælpemidler i den nordiske filologi nævnes: hans Catalogus librorum islandicorum et norvegicorum ætatis mediæ (1856) og fortsættelsen hertil: Verzeichniss (1880), en omhyggelig og nøjagtig fortegnelse over alle skrifter, udgaver, afhandlinger, anmeldelser osv. i den norsk-islandske oldlitteratur. Fremdeles bør nævnes hans Dänische Formenlehre (1871), et særdeles dygtigt arbejde. Uagtet Möbius ikke var nogen særlig skarpsindig mand, hører han til de fortjenstfuldeste arbejdere inden for den norsk-islandsk litteratur. Han var medlem af Videnskabernes Selskab (fra 1885) og af Det Norske Videnskaps-Akademi i Kristiania (fra 1882).